# 사이코 에브리데이!
〈최고 에브리데이!〉(일본어: サイコー・エブリデイ！ 사이코 에브레데이[*])는 아키요시 후미에의 3번째 싱글로 2010년 2월 24일에 피카츄 레코드에서 발매됐다.

## 내용
타이틀곡 〈최고 에브리데이!〉(サイコー・エブリデイ！)는 TV 애니메이션 《포켓몬스터》의 오프닝 테마로 사용됐다. 커플링곡의 〈그대의 곁에서 (히카리의 테마)〉(君のそばで 〜ヒカリのテーマ〜)는 동일 애니메이션 주인공인 히카리(한국명은 빛나) 역의 토요구치 메구미가 부르고 있다.
초회반에는, 주제가의 애니메이션 영상을 수록한 DVD가 동봉되어있다. 통상반에 수록되어있는 〈포켓몬 심포닉 메들리2〉(ポケモンシンフォニックメドレー2)는 초회한정판으로는 수록되어있지 않는다.

## 수록곡

### 통상반
1. 최고 에브리데이!(サイコー・エブリデイ！)
  - 노래: 아키요시 후미에
  - 작사: 아키요시 후미에, GJ, 작곡 · 편곡: 미토메 카즈미

TV 애니메이션 《포켓몬스터 DP》 오프닝 테마
2. 그대의 곁에서 (히카리의 테마) New Arrange Ver.(君のそばで 〜ヒカリのテーマ〜 New Arrange Ver.)
  - 노래: 히카리(토요구치 메구미)
  - 작사: HIKARI · Project, 작곡 · 편곡: 요다 카즈오
3. 포켓몬 심포닉 메들리2(ポケモンシンフォニックメドレー2)
4. 최고 에브리데이 (오리지널 카라오케)
5. 그대의 곁에서 (히카리의 테마) (오리지널 카라오케)

### 초회한정

#### CD
1. 최고 에브리데이!
  - 노래: 아키요시 후미에
  - 작사: 아키요시 후미에, GJ, 작곡 · 편곡: 미토메 카즈미
2. 그대의 곁에서 (히카리의 테마) New Arrange Ver.
  - 노래: 히카리(토요구치 메구미)
  - 작사: HIKARI · Project, 작곡 · 편곡: 요다 카즈오
3. 최고 에브리데이! (오리지널 카라오케)
4. 그대의 곁에서 (히카리의 테마) (오리지널 카라오케)

### DVD
| 01 | 최고 에브리데이!      | サイコー・エブリデイ！    |
| 02 | 어느쪽이~뇨? (하)     | ドッチ〜ニョ?（下）       |
| 03 | 어느쪽이~뇨? (우)     | ドッチ〜ニョ?（右）       |
| 04 | 어느쪽이~뇨? (좌)     | ドッチ〜ニョ?（左）       |
| 05 | 하이터치!             | ハイタッチ！              |
| 06 | 타올라라 삐죽귀 피츄! | もえよ ギザみみピチュー！ |
| 07 | 내일은 반드시         | あしたはきっと            |